# Tirage (escalade)
Pour les articles homonymes, voir Tirage.
 (mars 2023).
Si vous disposez d'ouvrages ou d'articles de référence ou si vous connaissez des sites web de qualité traitant du thème abordé ici, merci de compléter l'article en donnant les références utiles à sa vérifiabilité et en les liant à la section « Notes et références ».

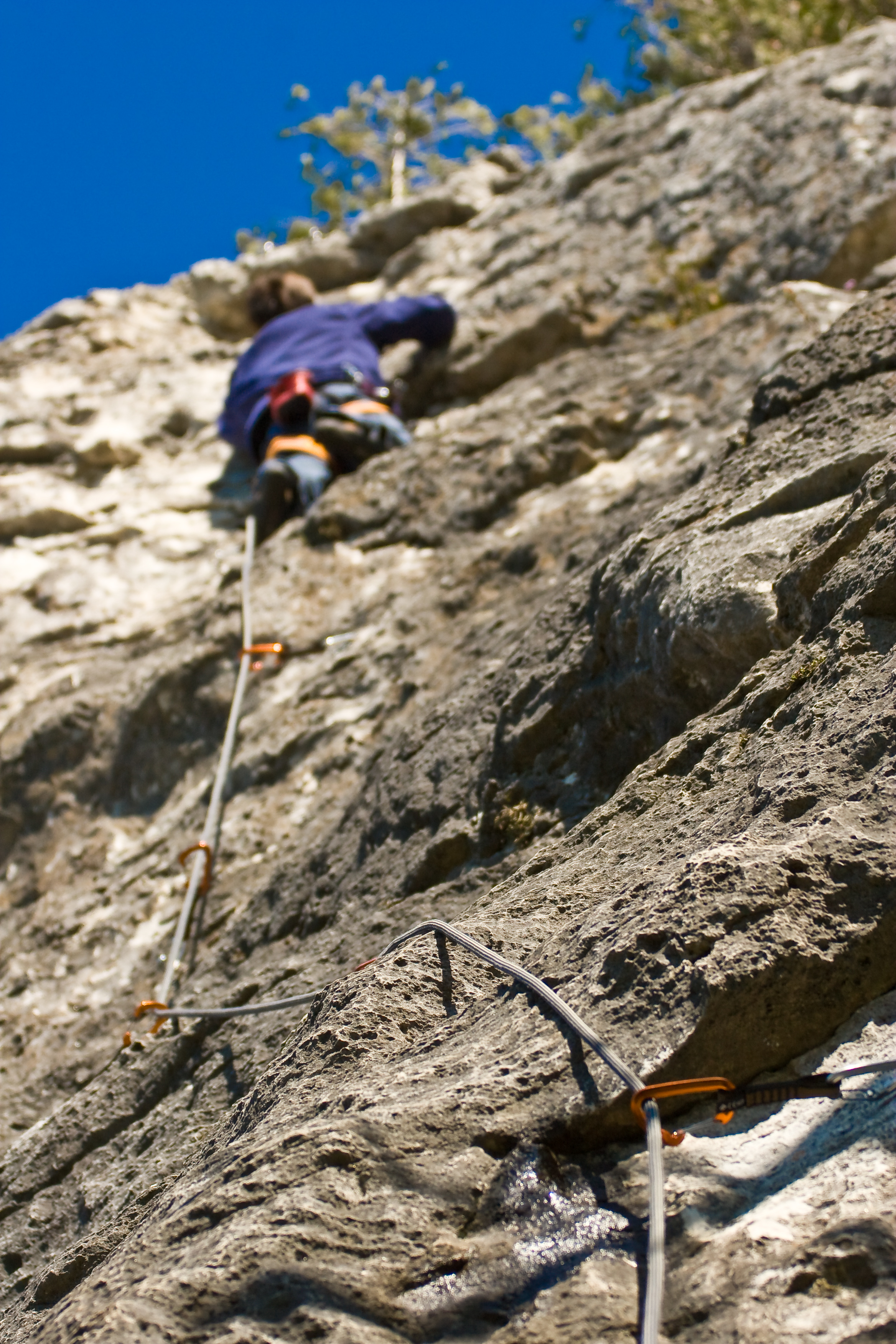
représentation de tirage

En escalade, le tirage est l'effet de résistance ressenti par le grimpeur sur la corde lorsque celle-ci ne suit pas un trajet rectiligne et frotte fortement sur le rocher ou les mousquetons des dégaines.
Il est important de minimiser le tirage, d'abord pour pouvoir grimper plus facilement (sans forcer pour tirer la corde), ensuite pour réduire le facteur de chute. Pour ce faire, on utilise des dégaines longues, voire des anneaux de sangles, afin de réduire les angles au niveau des points ancrages (ce qui nécessite d'anticiper le cheminement de la voie).